# Мој велики мрсни православни живот
Мој велики мрсни православни живот (енгл. My Big Fat Greek Life) америчка је телевизијска комедија ситуације коју је приказивао CBS од 24. фебруара до 13. априла 2003. године. Наставак је филма Моја велика мрсна православна свадба из 2002. године. Имена две главне улоге су промењена, те се уместо Туле и Ијана зову Нија и Томас.
Главна глумица Нија Вардалос била је једна од извршних продуцената серије, уз Тома Хенкса и његову супругу Риту Вилсон, која је наступила у једној епизоди као Нијина рођака.

## Улоге
| Глумац            | Улога             |
| ----------------- | ----------------- |
| Нија Вардалос     | Нија Милер        |
| Стивен Екхолд     | Томас Милер       |
| Лејни Казан       | Марија Портокалос |
| Луис Мендилор     | Ник Портокалос    |
| Мајкл Константајн | Гас Портокалос    |
| Андреа Мартин     | тета Вула         |
| Џија Каридес      | Ники              |

## Епизоде
| Бр. еп. | Наслов | Редитељ       | Сценариста                           | Премијера         | Гледаност у САД (милиони) |
| ------- | ------ | ------------- | ------------------------------------ | ----------------- | ------------------------- |
| 1       |        | Памела Фриман | Нија Вардалос и Марш Макол           | 24. фебруар 2003. | 22,90                     |
| 2       |        | Питер Бонерз  | Марш Макол, Том Максвел и Дон Вудард | 2. март 2003.     | 16,50                     |
| 3       |        | Питер Бонерз  | Том Сондерс                          | 9. март 2003.     | TBA                       |
| 4       |        | Питер Бонерз  | Арон Питерс и Роуз Макол             | 16. март 2003.    | TBA                       |
| 5       |        | Гејл Манкусо  | Лари Рајцер                          | 30. март 2003.    | TBA                       |
| 6       |        | Гејл Манкусо  | Миријам Трогдон                      | 6. април 2003.    | 10,10                     |
| 7       |        | Гејл Манкусо  | Џеф Розентал                         | 13. април 2003.   | 10,50                     |